# Edonis helena
Die Edonis helena ist die einzige Libellenart der Gattung Edonis aus der Unterfamilie Brachydiplacinae. Ihr Verbreitungsgebiet erstreckt sich über einen kleinen Bereich des nordöstlichen Argentiniens bis ins benachbarte südliche Brasilien. Sowohl ihr Habitat als auch ihre Larven sind unbekannt.

## Bau der Imago
Die Tiere erreichen eine Länge von 29,3 bis 32 Millimetern, womit sie vergleichsweise klein sind. Der Hinterleib (Abdomen) und der Brustkorb (Thorax) sind braun. Die Flügel sind bis auf die basale Hälfte der Hinterflügel durchsichtig. Die letzte Antenodalader im Vorderflügel ist vollständig, reicht also von der Costalader bis zur Radiusader.

## Ähnliche Arten
Die Art ist den Arten der Gattung Nephepeltia sehr ähnlich, kann von diesen aber durch die stark verbreiterte Flügelbasis abgegrenzt werden.